# Panneau de signalisation routière d'indication en France
L'objet de la signalisation d'indication est de porter à la connaissance des usagers de la route des informations utiles à la conduite des véhicules : indications relatives à l'usage et à la praticabilité des voies, annonce de certains aménagements. Certains de ces signaux recouvrent des prescriptions particulières.
La signalisation d'indication est réalisée à l'aide de panneaux de type C au sens de l'instruction interministérielle sur la signalisation routière, et correspond aux panneaux de type E au sens de la convention de Vienne sur la signalisation routière.

## Liste des panneaux d'indication
Il existe en France 66 signaux d'indication de catégorie C, certains pouvant comporter des variantes. 12 ont été créés avec l'arrêté du 6 décembre 2011.

C1a
C1b
C1b-ancien
C1c
C3
C4a
C4b
C5
C6
C8
C9
C12
C13a
C13b
C13c
C13d
C14
C14
C18
C20a
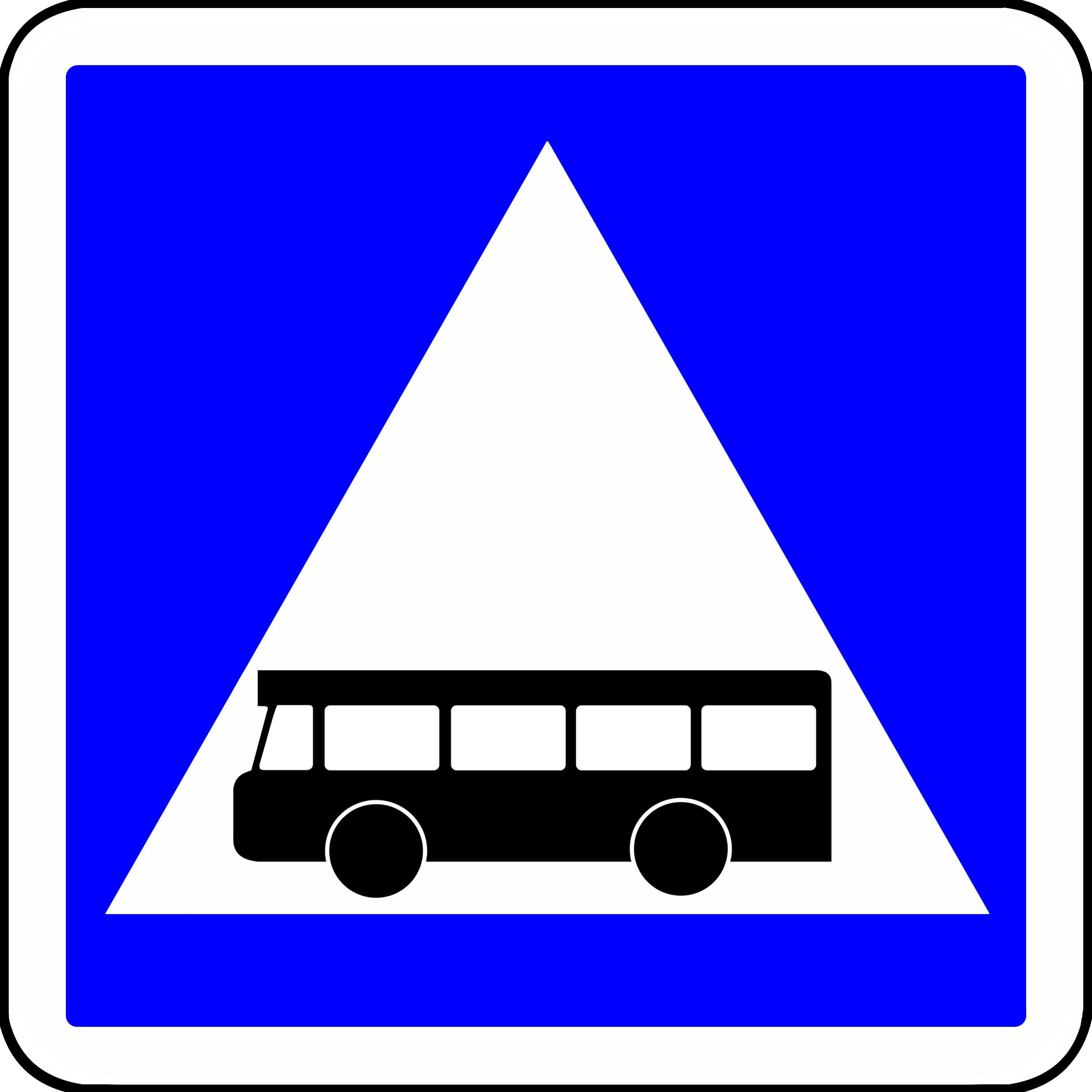
C20b
C20c
C23
C24a
C24a
C24a
C24a
C24a
C24b
C24b
C24c
C24c
C25a
C25b
C26a
C26b
C27
C28
C28
C28
C29a
C29b
C29c
C30
C50
C51a
C51b
C62
C64a
C64b
C64c1
C64c2
C64d
C107
C108
C111
C112
C113
C114
C115
C116
C117-b21b
C117-b21c1
C117-b21c2
C117-b21d1
C117-b21d2
C117-b21e
C207
C208
référence inconnue

## Caractéristiques
Les panneaux de type C sont généralement de forme carrée, parfois rectangulaire.
Il existe sept gammes de dimensions définies pour les panneaux de catégorie C de forme carrée :
| Gamme          | Dimensions du panneau |
| -------------- | --------------------- |
| Exceptionnelle | 1 500 mm              |
| Supérieure     | 1 200 mm              |
| Très grande    | 1 050 mm              |
| Grande         | 900 mm                |
| Normale        | 700 mm                |
| Petite         | 500 mm                |
| Miniature      | 350 mm                |

Tous les panneaux de type C doivent être rétroréfléchissants.
Les règles de composition et de dimensionnement des panneaux suivants sont identiques à celles des panneaux de la signalisation de direction :
- C60 : Présignalisation du début d'une section routière ou autoroutière à péage.
- C61 : Présignalisation d'une gare de péage sur autoroute.
- C63 : Présignalisation du paiement du péage sur autoroute.
- C65a : Présignalisation d'une aire de service ou de repos sur autoroute.
- C65b : Présignalisation d'une aire de service ou de repos sur route à chaussées séparées.

## Implantation des panneaux
Le positionnement des panneaux d’indication en signalisation de position et/ou en présignalisation est réglementé et variable selon les panneaux.
L'implantation des panneaux suivants est subordonnée à une ou plusieurs décisions réglementaires, sous forme d'arrêté(s), édictées par les autorités compétentes :
- C1b : Lieu aménagé pour le stationnement gratuit à durée limitée avec contrôle par un dispositif approprié ;
- C1c : Lieu aménagé pour le stationnement payant ;
- C5 : Station de taxis ;
- C23 : Stationnement réglementé pour les caravanes et les autocaravanes ;
- C107 : Route à accès réglementé ;
- C108 : Fin de route à accès réglementé ;
- C113 : Piste ou bande cyclable conseillée et réservée aux cycles à deux ou trois roues ;
- C114 : Fin de piste ou de bande cyclable conseillée ;
- C207 : Début d'une section d'autoroute ;
- C208 : Fin d'une section d'autoroute.

#### Arrêté du 24 novembre 1967 et Instruction Interministérielle sur la Signalisation Routière (versions actualisées)
- Arrêté du 24 novembre 1967 relatif à la signalisation des routes et autoroutes, 58 p. (lire en ligne)
- Instruction Interministérielle sur la Signalisation Routière 1re partie : Généralités, 58 p. (lire en ligne)
- Instruction Interministérielle sur la Signalisation Routière 5e partie : Signalisation d’indication, des services et de repérage, 45 p. (lire en ligne)

#### Histoire de la signalisation
- Marina Duhamel-Herz, Un demi-siècle de signalisation routière : naissance et évolution du panneau de signalisation routière en France, 1894-1946, Paris, Presses de l’École nationale des Ponts et Chaussées, décembre 1994, 151 p. (ISBN 2-85978-220-6)
- Marina Duhamel-Herz et Jacques Nouvier, La signalisation routière en France : de 1946 à nos jours, Paris, AMC Éditions, novembre 1998, 302 p. (ISBN 2-913220-01-0)